# Dordrechti zsinat
A dordrechti zsinat (vagy dorti zsinat) nemzetközi zsinat volt Dordrechtben, 1618–1619 között, amelyet a Holland Református Egyház szervezett. Az első gyűlést 1618. november 13-án, az utolsót 1619. május 9-én tartották. A zsinat végzései a kálvinizmus öt pontjaként ismeretesek. Az ellenszegülő arminiánusokat (Jakob Arminius követői) az egyházból kizárták.

## Előzményei
A politikai párt beavatkozása a hittani vitát viharosabba és szenvedélyesebbé tette, mert a gomaristák (Franciscus Gomarus követői) és a nép zöme Orániai Móric helytartó köré sorakoztak, aki fejedelmi jogát akarta megszilárdítani az ú.n. orangisták élén. A fejedelem a gomaristák által sürgetett nemzeti zsinatra, mint illetékes testületre, utalta a vitás hittani kérdés megoldását.

## A zsinat eseményei

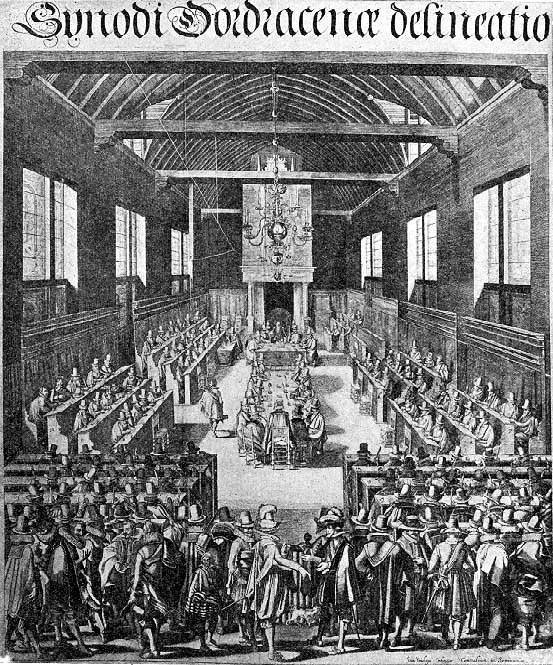
A dordrechti zsinat, 1618. november 13.

1618. november 13-ára hívták össze Dordrechtbe a dordrechti nemzeti zsinatot. Mivel meghívták a külföldi református egyházak képviselőit is Angliából, Skóciából, Franciaországból, Németországból és Svájcból, a zsinat egyetemes református jellegűvé lett; a zsinat által alkotott 83 kánont a református ortodoxia egyik hitvallásának szokták tekintetni. E zsinat fél évig tartott, 180 üléssel elnöke volt a szigorú kálvinista lelkész, Johannes Bogerman; tagjai voltak 5 hittanár, 36 lelkész, 20 presbiter (világi) és külföldről 24 képviselő. A megidézett remonstránsokat vádlottaknak tekintették; vezetőjüknek, Episcopiusnak azon javaslata, hogy az eddigi kálvinista tanok cáfolásával nyissák meg a tárgyalást, elvetették és csak a saját álláspontjuk védelmét engedték meg; miután az ilyen eljárás ellen keményen felléptek, a zsinatból kizárták őket. Távollétükben tanaikat veszélyeseknek ítélték, és a dordrechti kánonokban a remonstránsok öt cikkét elvetették.

### A dordrechti kánonok 5 pontja
1. Teljes romlottság (teljes képtelenség a jóra)
2. Feltétel nélküli kiválasztás
3. Korlátozott engesztelés (részleges vagy behatárolt megváltás)
4. Ellenállhatatlan kegyelem
5. A szentek állhatatossága (üdvösségre való megtartatása)

A fenti pontok angol megfelelőinek kezdőbetűit egymás mellé téve a tulipán angol nevét kapjuk: T.U.L.I.P. – magyarul tulipán. Az angol nyelvterületen ezzel a betűszóval szokták hivatkozni a kálvinizmus öt pontjára. Bár ez az öt pont ugyan hűen és helyesen mutatja be a kálvinizmus lényegét, azonban a kálvinizmus a maga egészében ennél sokkal több.

## Az öt cikk – Remonstrancia

### A híres remonstráns öt cikk tartalma a következő
1. Isten azokat rendelte örök üdvre, akikről előre látta, hogy a hitben mindvégig megmaradnak, vagyis az elővégzet feltételes és egyetemes, azaz minden emberre kiterjed.
2. Jézus halála által minden egyes ember bűnéért eleget tett, de csak a benne hivők részesülnek az elégtétel hasznaiban.
3. A hit és megtérés Isten ajándéka.
4. A kegyelem, mint Isten ajándéka, hatálytalan marad, ha a bűnös ember akarata annak ellenszegül.
5. Ilymódon a hit és kegyelmi állapot elveszthető.

## A zsinat következményei
A végzés előtt meghajolni nem akaró remonstránsokat, mintegy 200 lelkészt, hivatalukból elmozdították és száműzték. Politikai indokból az agg Johan van Oldenbarneveltet a spanyolokkal való szövetség vádjával halálra, Hugo Grotiust örökös fogságra ítélték. Orániai Móric halála után, 1625-ben állt be újabb fordulat. Utóda, Frigyes Henrik, biztosnak érezte trónját, ezért nagyobb türelmet tanúsított. A száműzöttek visszatértek, Simon Episcopius is visszajött Franciaországból, tanára lett az arminiánusok első főiskolájának Amszterdamban (1634), ő írta meg 25 cikkben az arminiánusok hitvallását (Declaratio Sententiae Pastorum, 1622), és ennek védelmét (Apologia, 1629) a remonstránsokkal szemben fellépő Polyander, Rivetus, Valaeus és Thysius bírálata (Censura) ellen. A dordrechti zsinaton elfogadták, hogy a Bibliát minden nyelvre le lehessen fordítani. Így az első holland nyelvű Bibliát 1637-ben adták ki.